# Bifidocarpus cubensis
Bifidocarpus cubensis är en svampart som beskrevs av Cano, Guarro & R.F. Castañeda 1994. Bifidocarpus cubensis ingår i släktet Bifidocarpus och familjen Onygenaceae.   Inga underarter finns listade i Catalogue of Life.